# Chordodes brasiliensis
Chordodes brasiliensis är en tagelmaskart som beskrevs av Janda 1894. Chordodes brasiliensis ingår i släktet Chordodes och familjen Chordodidae. Inga underarter finns listade i Catalogue of Life.